# 帛琉圈棋
帛琉圈棋（Palago），是Cameron Browne在2008年推出的兩人對戰的棋類遊戲，也可作單人的解迷遊戲，與紐西蘭圈棋類同。該棋原文名是為了紀念帛琉與圍棋，因此可又名Palau Go。

## 棋具
棋子造型為劃有黃線與藍塊的正六方形扁塊。不需棋盤便可遊戲。共四十八塊。

## 規則
兩方輪流放兩塊棋板。放時，需鄰邊必須與其他棋子的線條連線，並且顏色要相同。當組成個五片以上的封閉環時即獲勝。

## 外部連結
- 遊戲介紹 （页面存档备份，存于）
- 遊戲介紹[永久]
- 線上遊戲